# Guayatá

Localização de Guayata no departamento de Boyacá.

Guayata é um município no departamento de Boyacá, na Colômbia.